# Аттаназио, Лука
Лука Аттаназио (итал. Luca Attanasio; 23 мая 1977, Саронно, Ломбардия — 22 февраля 2021, Гома) — дипломатический деятель Италии, который был послом в Демократической Республике Конго (ДР Конго) с 2017 года до своей гибели в феврале 2021 года.

## Биография
Родился 23 мая 1977 года в Саронно, вырос в Лимбьяте (область Ломбардия). Был женат и имел троих детей.
В 2001 году с отличием окончил Коммерческий университет имени Луиджи Боккони. В 2003 году начал дипломатическую карьеру в министерстве иностранных дел Италии, где работал в Управлении по экономическим вопросам, Офисе деловой поддержки, а затем в секретариате Генерального директората по Африке. Год спустя стал заместителем главы секретариата при заместителе государственного секретаря по Африке и международному сотрудничеству. В 2006 году у него началась дипломатическая карьера за пределами Италии, работал в экономическом и коммерческом отделе посольства Италии в Берне (2006—2010 годы) и генеральным консулом-регентом в Касабланке (2010—2013 годы).
В 2013 году вернулся в Италию, где был назначен главой секретариата Генерального директората по глобализации и глобальным вопросам. Затем вернулся в Африку в должности первого советника в посольстве Италии в Абудже в 2015 году. С 5 сентября 2017 года до своей гибели был главой дипломатической миссии Италии в Киншасе (Демократическая Республика Конго). 31 октября 2019 года был утверждён в должности чрезвычайного и полномочного посла, аккредитованного для работы в Конго. Стал одним из самых молодых послов Италии.

## Гибель
22 февраля 2021 года Лука Аттаназио был одним из пассажиров автоколонны Всемирной продовольственной программы из трёх автомобилей, в которой находилось в общей сложности семь человек из миссии Организации Объединённых Наций по стабилизации в Демократической Республике Конго (MONUSCO).  Автоколонна передвигалась в Северном Киву к Рутшуру, который располагается на расстоянии 70 километров к северу от административного центра Гома, через национальный парк Вирунга. Нападение произошло недалеко от посёлков Кибумба и Каньямахоро. Представители Всемирной продовольственной программы заявили, что нападение произошло на дороге, которая ранее была согласована с властями для проезда без сопровождения.
Посол находился в одном из автомобилей, когда на него напали шесть вооружённых лиц.
Лука Аттаназио стал главной целью нападавших. Когда боевики попытались похитить его, то открыли огонь из огнестрельного оружия, убив Мустафу Миламбо, конголезского водителя ООН. Затем они стали угрожать другим шестерым участникам автоколонны и отвели их в ближайший лес. Когда местные силы безопасности прибыли на место происшествия после сообщения о выстрелах, боевики убили 30-летнего карабинера Витторио Яковаччи и тяжело ранили Луку Аттаназио. После этого нападавшие похитили троих заложников и скрылись с места происшествия. Третий гражданин Италии также был ранен, но ему удалось бежать. Лука Аттаназио был госпитализирован в критическом состоянии в больницу ООН в Гоме, но скончался там через час после госпитализации от потери крови, вследствие огнестрельных ранений в живот. Всего в результате нападения погибло три человека. Лука Аттаназио стал первым иностранным послом, убитым в Демократической Республике Конго с 1997 года.
Местные власти обвинили Демократические силы освобождения Руанды в причастности к нападению. Однако группа отрицает свою ответственность и осудила нападение, назвав его «неблагородным».